# Yúliya Kozik
Yúliya Serguéyevna Kozik (en ruso: Юлия Сергеевна Козик; Dolgoprudny, 17 de febrero de 1997) es una baloncestista rusa que compite también en la modalidad de 3×3. Actualmente es jugadora del Dynamo Kursk y de la Selección rusa de baloncesto.
En selecciones inferiores, participó en los Campeonatos Europeos sub-20 de 2015, 2016 y 2017, donde en este último obtuvo una medalla de bronce.
Participó en los Juegos Olímpicos de Tokio 2020, junto a sus compañeras Mariia Cherepanova, Olga Frolkina y Anastasia Logunova, en el torneo de baloncesto 3x3, obteniendo una medalla de plata en el torneo femenino 

## Palmarés internacional
| Juegos Olímpicos | Juegos Olímpicos | Juegos Olímpicos | Juegos Olímpicos |
| Año              | Lugar            | Medalla          | Competición      |
| ---------------- | ---------------- | ---------------- | ---------------- |
| 2020             | Tokio (Japón)    | Medalla de plata | Torneo femenino  |